# Elecciones parlamentarias de Estonia de 1926
Las elecciones parlamentarias de Estonia de 1926 se celebraron entre el 15 y el 17 de mayo de ese año. 

## Ley electoral
Antes de las elecciones, se modificó la ley electoral para crear más estabilidad introduciendo un sistema de bonos y elevando el umbral electoral para exigir que un partido ganara un mínimo de dos escaños.

## Resultados
| Partido                            | Partido                                | Votos   | %      | Escaños | +/– |
| ---------------------------------- | -------------------------------------- | ------- | ------ | ------- | --- |
|                                    | Partido Socialista Obrero Estonio      | 119.914 | 22,91  | 24      | +4  |
|                                    | Asambleas de Granjeros                 | 111.960 | 21,39  | 23      | 0   |
|                                    | Partido de los Colonos                 | 70.702  | 13,51  | 14      | +10 |
|                                    | Partido Laborista de Estonia           | 64.648  | 12,35  | 13      | +1  |
|                                    | Partido Popular Estonio                | 38.824  | 7,42   | 8       | 0   |
|                                    | Partido de los Trabajadores de Estonia | 30.339  | 5,80   | 6       | –4  |
|                                    | Partido Popular Cristiano              | 28.133  | 5,37   | 5       | –3  |
|                                    | Unión Nacional Rusa                    | 17.474  | 3,34   | 3       | –1  |
|                                    | Partido Balto-Alemán                   | 13.278  | 2,54   | 2       | –1  |
|                                    | Partido de los Terratenientes          | 12.355  | 2,36   | 2       | 0   |
|                                    | Unión de Tenedores                     | 6.692   | 1,28   | 0       | –1  |
|                                    | Partido Nacional Liberal               | 4.854   | 0,93   | 0       | –4  |
|                                    | Unión del Pueblo Trabajador            | 3.704   | 0,71   | 0       | 0   |
|                                    | Unión del Pueblo Rural                 | 603     | 0,12   | 0       | 0   |
| Total                              | Total                                  | 500.512 | 100,00 | 100     | 0   |
|                                    |                                        |         |        |         |     |
| Votos válidos                      | Votos válidos                          | 523.480 | 99,35  |         |     |
| Votos inválidos/ en blanco         | Votos inválidos/ en blanco             | 3.421   | 0,65   |         |     |
| Votos totales                      | Votos totales                          | 526.901 | 100,00 |         |     |
| Votantes registrados/participación | Votantes registrados/participación     | 715.783 | 73,61  |         |     |
| Fuente: Nohlen & Stöver            |                                        |         |        |         |     |